# يوغي بير

يوغي بير أو الدب يوغي (بالإنجليزية: Yogi Bear)‏ شخصية خيالية كرتونية من مسلسل الرسوم المتحركة التلفزيوني ذا يوغي بير شو كما ظهر في العديد من الكتب المصورة وبرامج الرسوم المتحركة التلفزيونية والأفلام. ظهر لأول مرة في عام 1958. تم ابتكار الشخصية من قبل ويليام هانا , جوزيف باربيرا وإد بيندكت.
يوغي بير هو دب بني يعيش في منتزه جيليستون بارك لدية صديق مقرب اسمه بو-بو بير.